# ويل هايننغ
ويل هايننغ (بالإنجليزية: Will Haining)‏ هو لاعب كرة قدم بريطاني في مركز قلب الدفاع، ولد في 2 أكتوبر 1982 في غلاسكو في المملكة المتحدة. لعب مع أشتون يونايتد وأولدهام أثلتيك وفليتوود تاون وماكليسفيلد تاون ونادي سانت ميرين ونادي موركامب ونادي هايد إف سي.

## وصلات خارجية
- ويل هايننغ على موقع قاعدة بيانات كرة القدم.إي يو (الإنجليزية)
- ويل هايننغ على موقع Soccerbase.com (لاعب) (الإنجليزية)